# Chuba Hubbard
Chuba Hubbard (Edmonton, 11 giugno 1999) è un giocatore di football americano canadese che milita nel ruolo di running back per i Carolina Panthers della National Football League (NFL).

## Carriera

### Carolina Panthers
Hubbard al college giocò a football a Oklahoma State. Fu scelto nel corso del quarto giro (126º assoluto) nel Draft NFL 2021 dai Carolina Panthers. Debuttò nella settimana 1 contro i New York Jets ricevendo 2 passaggi per 4 yard. Il primo touchdown su corsa lo segnò nella settimana 6 contro i Minnesota Vikings. La sua stagione da rookie si chiuse con 612 yard corse e 5 marcature disputando tutte le 17 partite, di cui 10 come titolare.
Nel tredicesimo turno della stagione 2023, Hubbard corse 105 yard e segnò due touchdown contro i Tampa Bay Buccaneers. La sua stagione si chiuse con 902 yard corse e 5 touchdown disputando tutte le 17 partite, di cui 12 come titolare.
Il 7 novembre 2024 Hubbard firmò con i Panthers un rinnovo contrattuale quadriennale del valore di 33,2 milioni di dollari. Tre giorni dopo corse un nuovo primato personale di 153 yard e un touchdown nella vittoria sui New York Giants. Nella settimana 14 divenne il secondo giocatore canadese della storia a correre 1.000 yard in una stagione, dopo Rueben Mayes nel 1986. Nel sedicesimo turno corse 152 yard e segnò due touchdown, incluso quello da 21 yard della vittoria nei tempi supplementari contro gli Arizona Cardinals, venendo premiato come miglior giocatore offensivo della NFC della settimana. Il 28 dicembre fu inserito in lista infortunati per un problema a un polpaccio, chiudendo la sua stagione con 1.195 yard corse (ottavo nella NFL) e 10 touchdown, entrambi nuovi primati personali.

## Palmarès
- Giocatore offensivo della NFC della settimana: 1

16ª del 2024